# Klaus Völker (Mediziner)
Klaus Völker (* 4. August 1948) ist ein deutscher Sportmediziner und Hochschullehrer.

## Leben
Völker absolvierte von April 1969 bis März 1972 ein Studium an der Deutschen Sporthochschule Köln (DSHS), gefolgt von einem bis 1979 andauernden Studium der Humanmedizin an der Universität zu Köln. 1980 schloss er am Institut für Kreislaufforschung und Sportmedizin der DSHS seine Doktorarbeit (Thema: „Verhalten der freien Fettsäuren bei akuter und chronischer Ausdauerbelastung“) ab. Bereits ab 1972 war er an der DSHS als Lehrkraft am Institut für Schwimm-, Wasser-, Winter- und Kampfsport tätig, diese Tätigkeit übte er bis Frühjahr 1984 aus, als er eine Stelle als wissenschaftlicher Mitarbeiter am Institut für Kreislaufforschung und Sportmedizin antrat. Dort wirkte er an hämodynamischen und metabolischen sportbezogenen Forschungsarbeiten mit. Er habilitierte sich 1990.
Von Oktober 1991 bis Frühjahr 1997 war Völker am Institut für Sport und Sportwissenschaft der Technischen Universität Dortmund als Professor für Sportmedizin tätig und wechselte im April 1997 ins Amt des Direktors des Institutes für Sportmedizin des Universitätsklinikums Münster.
2003 wurde Völker Vizepräsident der Deutschen Gesellschaft für Sportmedizin und Prävention, er war darüber hinaus Gründungsmitglied und langjähriges Vorstandsmitglied des Deutschen Verbandes für Gesundheitssport und Sporttherapie. 2015 wurde er mit der Sportplakette des Landes Nordrhein-Westfalen ausgezeichnet.
Zu seinen Forschungsschwerpunkten zählen neben anderen die Sporttherapie, der Gesundheitssport, der Risikofaktor Inaktivität, Training mit Lungenkranken, Beanspruchungsprofile und Trainingssteuerung in Trendsportarten, Wassergymnastik und Aquafitness, Schwimmen mit Diabetikern und Bluthochdruckpatienten.